# 奥列格·焦明
奥列格·阿列克谢耶维奇·焦明（羅馬化：Oleh Oleksiiovych Diomin；1947年8月—），烏克蘭外交官，曾於2013年至2019年期間任烏克蘭駐華大使。

## 履历
1971年毕业于哈尔科夫无线电电子学学院，无线电物理工程师专业。经济学博士。
- 政府机关工作 （1969年－1991年）
- “Ukrsybinkor”集团副总裁，“Perspektiva XXI” 基金会总裁，哈尔科夫市 （1991年－1994年）
- 乌克兰最高拉达（议会）副主席 （1994年－1996年）
- 乌克兰哈尔科夫州州长 （1996年－2000年）
- 乌克兰总统府第一副主任 （2000年－2005年）
- 乌克兰人民民主党副主席 （2005年－2006年）
- 乌克兰驻俄罗斯联邦特命全权大使 （2006年－2008年）
- 基辅国立航空大学国际关系学院院长 （2008年－2010年）
- 乌克兰驻哈萨克斯坦共和国特命全权大使（烏克蘭語：Посольство України в Казахстані） （2010年－2013年）[1]
- 乌克兰驻中华人民共和国特命全权大使 （2013年7月－2019年5月）[2][3]